# Igor Zeiger
Igor Zeiger FRSA (hebräisch איגור זייגר; * 16. April 1977 in Usbekistan) ist ein israelischer Künstler und Kurator.

## Biografie
Igor Zeiger wurde 1977 in Taschkent, Usbekistan, als Sohn des Ingenieurs Mark Zeiger und der Lehrerin Larisa Yavetz geboren. Er schloss sein Studium an der Universität für Informationstechnologie Taschkent mit einem Master in Kommunikation ab. Zeiger wanderte im Jahr 2000 nach Israel aus, lebte zunächst im Kibbuz Ramat HaSchofet, dann in Rehovot und zog 2011 nach Tel Aviv. Igor Zeiger verbringt seine Zeit abwechselnd und arbeitet in Italien und Jaffa.

### Karriere
Zeiger begann als Autodidakt mit der Dokumentarfotografie. Er studierte an der Studio Gavra School of Photography in der Klasse von Sagit Zluf Namir und machte 2012 seinen Abschluss. Zu seinen Mentoren gehörten David Adika, Gaston Zvi Ickowicz und Nissan N. Perez. Im April 2015 wurde Zeigers Foto auf dem Cover des Magazins „Israeli Lens“, dem Vorgänger des internationalen Magazins „Lens Magazine“, veröffentlicht. Im Jahr 2016 wurde Igors Foto als Posterfoto für den Dokumentarfilm „Karam: A Matter Of Karma“ von Paco Anselmi ausgewählt, der beim TLVFest gezeigt wurde.  Zeiger lebt und arbeitet in Jaffa. Zeiger ist Fellow der Royal Society of Arts. Er ist außerdem Mitglied der Israeli Association of Visual Artists und der Royal Photographic Society. Zeiger gründete 2018 zusammen mit den beiden Künstlerkollegen Maria Rosenblatt und Erica Tal-Shir die Künstlerkooperative Beam Collective.
Zeiger-Werke wurden in verschiedenen Magazinen und Zeitungen auf der ganzen Welt veröffentlicht, darunter Haaretz, Calcalist, Sky Arte Italia, Devour Madrid, Israeli Lens, Lens Magazine, Noviny Kraje und The North American Post, Lidové noviny, Queer.de.

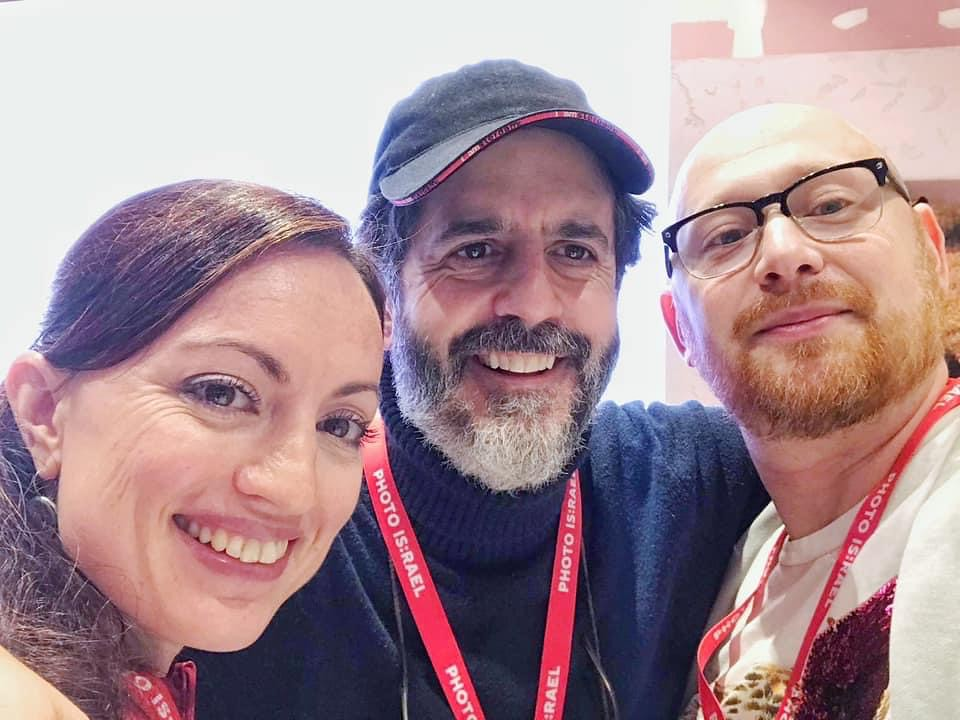
Maria Rosenblatt (links), Alec Soth (Mitte) und Zeiger während der Eröffnung des International Photography Festival 2019 in Israel

### Künstlerischer Stil
Zeigers Werk wird oft als sowohl schön als auch verstörend beschrieben. Er ist bekannt für seine Fähigkeit, die rohe Schönheit der menschlichen Form einzufangen und gleichzeitig die dunklere Seite der menschlichen Natur zu erforschen. Zeigers Arbeit ist herausfordernd und regt zum Nachdenken an und hat dazu beigetragen, die Grenzen der zeitgenössischen Fotografie neu zu definieren. Seine Techniken erstrecken sich darauf, mehr als nur die physischen Eigenschaften seiner Motive einzufangen. Seine Kompositionen betonen oft die Emotionen, Verletzlichkeiten und Erzählungen, die menschlichen Erfahrungen innewohnen. Dadurch wird dem Betrachter mehr als nur eine visuelle Darstellung präsentiert, sondern vielmehr ein breiterer Kontext der menschlichen Verfassung.

## Ausstellungen

### Solo
- 2015 „Das Gleiche wie Du“. Städtische Galerie „Mazeh 9“. Tel Aviv.
- 2017 „Fotografie verdeutlicht einen Ort“. Kuratiert von David Adika und Gaston Zvi Ickowicz. Foto:Israel 2017
- 2021 „Monat der Fotografie Denver“, Biennale. Colorado Photographic Arts Center, Denver, Colorado, USA
- 2021 „Moderne Renaissance“. Foto: Israel 2021. Kuratiert von Ivar van Emden. Tel Aviv.[5]
- 2023 „Harlem Angels“. "Irrational Light" Galerie. Catania, Italien

### Ausgewählte Gruppenausstellungen
- 2014 „Bild Frieden“. Kreis 1 Galerie. Berlin. Deutschland.[6]
- 2016 "Porto erforderlich". Vermont Center for Photography. Brattleboro. VT. USA[7]
- 2016 „Intervalle“. Minshar-Kunstgalerie. Tel Aviv.[8]
- 2016 „Foodprocessor – Lebensmittel als Mittel zum Senden einer Nachricht“. Kuratiert von Dalit Merhav, Galerie „Sarona Art“. Tel Aviv.[9]
- 2016 „Spuren des Echten“. Kuratiert von Doron Furman. „Zentrale“ Galerie. Tel Aviv[10]
- 2017 „Abjektive Kunst“. Kuratiert von Doron Furman. "Zentrale" Galerie. Tel Aviv[11]
- 2018 „Queer Performance: Von Gilbert & George bis zur Gegenwart“. Im Rahmen des von Svetlana Reingold kuratierten Ausstellungsclusters „Gefährliche Kunst“. Kunstmuseum Haifa.[12]
- 2018 „Nein, ich kann immer noch keinen Unterschied erkennen.“ Kuratiert von Olga Yerushalmy-Sorokin. Abrahams Galerie. Tel Aviv.[13]
- 2019 „Barbaren: ein Zensurarchiv“. "Mamuta" Kunstforschungszentrum im Hansen House. Jerusalem[14][15]
- 2019 „Von neun bis fünf“. Kuratiert von Hanita Elizur. Galerie der Fakultät für Sozialwissenschaften, Universität Tel Aviv, Tel Aviv.[16]
- 2019 "Fassade". Kuratiert von Doron Furman. "Zentrale" Galerie. Tel Aviv[17]
- 2019 "Standardabweichung". Kuratiert von Sagit Zluf Namir. Foto:Israel 2019, Tel Aviv.[18]
- 2020 „Kunst in Quarantäne“. Kuratiert von Diogo Marques. Projekt „Wr3ad1ng d1g1t5“. Lissabon. Portugal[19]
- 2020 "Rekonstruieren". Kuratiert von Lars Deike und Richard Schemmerer. Galerie „Pride Art Atelier“. Berlin. Deutschland.[20]
- 2021 „The Haifa Way: 70. Jahrestag des Haifa Museum of Art“. Kunstmuseum Haifa, Israel.[21]
- 2021 „Stein, Papier, Schere und andere nicht-kindliche Spiele“. Kuratiert von Olga Yerushalmy-Sorokin und Ksenia Nazarov. Abrahams Galerie. Tel Aviv.[22]
- 2021 "Referenz". La Culture Initiative. Amiad Center. Jaffa. Kuratiert von Itay Blaish.[23][24]
- 2021 "Natur: Morte?". Beam-Gemeinschaftsgalerie. Jaffa. Kuratiert von Erika Tal-Shir.[25]
- 2022 „Body Pride“, kuratiert von Erez Bialer. Pan Art Gallery[26]
- 2022 „Call for Action“, kuratiert von Eyal Landesman und Ya’ara Raz Haklai. Foto:Israel 2022, Tel Aviv.[27]
- 2022 „Fantasie 2022“. Ausstellung zeitgenössischer israelischer Kunst, Bank Hapoalim Art Center, Tel Aviv[28]
- 2023 „New Features in Queer Photography“, kuratiert von Aaron D. Holloway, „Pride Art Gallery“, Berlin, Deutschland.[29]
- 2025 “My own utopia”. Curated by Paige Wideman. The Gallery of School of Art, Northern Kentucky University, Highland Heights, Kentucky, USA.

## Kuratorium
- 2015. „Das Gleiche wie du“. Städtische Galerie „Mazeh 9“. Tel Aviv.[30]
- 2017 „Nonplace: Tanz und Bewegung“. "Zentrale" Galerie für zeitgenössische Kunst, Tel Aviv[31]
- 2020 „Eros und Thanatos“. Galerie „Beam Collective“. Jaffa.[32]
- 2020 „Kuratiert von sozialen Netzwerken“. Galerie „Beam Collective“. Jaffa.[32]
- 2021 „Das Gleiche wie du. Nimm zwei“. Galerie „Beam Collective“. Jaffa.[32]
- 2023 „Ansel Adams, Fotografien der japanisch-amerikanischen Internierung in Manzanar“. Galerie „Irrationales Licht“, Catania.[33]
- 2024 „Belastbarer Blick: Dorothea Langes Odyssee“. Galerie „Irrationales Licht“, Catania[34]

## Sammlungen
Werke von Igor Zeiger befinden sich in den ständigen Sammlungen des Kunstmuseums Haifa, des Kunstmuseums Usbekistans, des Kunstmuseums Nukus, des Museums für zeitgenössische Kunst Usbekistans in Urgentsch, der Stadtbibliothek Jerusalem, des Yeiser Art Center, des Museums Klostergalerie, Zehdenick; Caribbean Art Museum, Puerto Rico und Kunstsammlung der Regierung des Vereinigten Königreichs.